# Clifford (Muppet)
Clifford is een handpop die werd ontworpen voor Jim Hensons televisieserie The Jim Henson Hour en voornamelijk bekend werd als de presentator van Muppets Tonight. Het is een mensachtige figuur met paars-roze dreadlocks, een lange snor en een sik, ringen in zijn oren en dikke lippen. In eerste instantie droeg hij een zonnebril, maar om zijn gezicht expressiever te maken had hij ten tijde van Muppets Tonight zichtbare ogen met beweegbare oogleden.
Na het einde van The Jim Henson Hour voegde Henson het personage toe aan de Muppet-band Dr. Teeth and the Electric Mayhem, al heeft hij daar niet lang deel van uitgemaakt. In 1996 werd hij verkozen tot de presentator Muppets Tonight. Deze serie hield het slechts 22 afleveringen vol. Daarna kreeg Clifford zijn zonnebril terug en verdween hij weer naar de achtergrond. Poppenspeler Kevin Clash is degene die Clifford van een stem voorziet. 